# Nerve Software
Nerve Software — американская частная компания, занимающаяся разработкой компьютерных игр. Основана бывшим сотрудником компании id Software Брэндоном Джеймсом (англ. Brandon James). Много сотрудников Nerve Software прежде работали в американской компании Rogue Entertainment, которая также занималась разработкой компьютерных игр.

## Проекты Nerve Software
- Return to Castle Wolfenstein (многопользовательская игра) (2001)
- Return to Castle Wolfenstein: Tides of War (конверсия для Xbox) (2003)
- Quest (неизданная игра, разрабатывавшаяся совместно с id Software) (2004)
- Doom 3: Resurrection of Evil (2005)
- Doom (конверсия для Xbox Live Arcade) (2006)
- Enemy Territory: Quake Wars (Windows — 2007)
- Enemy Territory: Quake Wars (порт для Xbox 360) (2008)
- 007: Quantum of Solace (2008)
- Wolfenstein 3D (конверсия для Xbox Live Arcade и PlayStation Network) (2009)
- Triarii (iPhone) (2009)
- Singularity (2010)
- BurnStar (iPhone) (2010)
- Doom II: Hell on Earth (конверсия для Xbox Live Arcade) (2010)
- Call of Duty: Black Ops (2010)
- Call of Duty: Black Ops II (2012)
- Aliens: Colonial Marines (2013)
- Call of Duty: Ghosts (2013)
- Call of Duty: Advanced Warfare  (2014)
- Call of Duty: Black Ops III (2015)
- Duke Nukem 3D: 20th Anniversary World Tour  (2016)
- Call of Duty: Modern Warfare Remastered (2016)